# Mariama Hima
Mariama Hima Yankori, née en 1951, à Niamey, est une cinéaste, ethnologue et femme politique nigérienne. Elle est la première femme réalisatrice de films au Niger. Elle a été également Secrétaire d’État à la Promotion de la Femme et à la Protection des Enfants en 1996.

## Biographie
Hima est née à Niamey, en 1951, et a étudié au Niger jusqu'au niveau licence,. En 1973, elle part pour la France et étudie l'ethnolinguistique à l'École pratique des hautes études à Paris. Elle obtient un Doctorat en 1989 à l'Université Paris-Ouest-Nanterre-la-Défense en anthropologie,.
Dans les années 1980 et 1990, elle tourne cinq films documentaires, devenant la première femme nigérienne réalisatrice, malgré des moyens modestes. Elle travaille au total plus d'une décennie comme conservatrice au Musée National du Niger à Niamey, où entre 1992 et 1996, elle sert comme directrice. En 1990, elle est désignée Directrice nationale de la Culture.
En 1996, elle est nommée Secrétaire d’État à la Promotion de la Femme et à la Protection des Enfants par le président Ibrahim Baré Maïnassara. Par la suite, elle devient Ministre du Développement Social du Niger, et en 1997, elle est nommée ambassadeur du Niger en France. Bien que Ibrahim Baré Maïnassara soit tué lors du coup d'état militaire de 1999, elle reste ambassadeur à Paris jusqu'en 2003.
Elle est faite chevalier et grand officier de l'Ordre national du Mérite et commandeur de l'Ordre des Palmes académiques.

## Distinctions
- Grande officière de l'ordre national du Mérite
- Commandeure de l'ordre des Palmes académiques

## Filmographie
Ces films sont des documentaires, axée sur les artisans travaillant à Niamey. Ils ont reçu des prix dans des festivals internationaux, notamment à la Mostra de Venise, au festival du réel à Beaubourg et au festival panafricain du cinéma et de la télévision de Ouagadougou (FESPACO)
- 1984: Baabu Banza (Rien ne se jette), un documentaire de 20 minutes[1],[5]
- 1985: Falaw (L'aluminium), un documentaire de 16 minutes[1]
- 1986: Toukou (Le tonneau), documentaire[4]
- 1987: Katako (Les planches), documentaire[1]
- 1994: Hadiza et Kalia, documentaire[4]